# Gao Wei
Gao Wei  (Chinees: 高緯) (556-577) was heerser van China van de Noordelijke Qi-dynastie. Gao Wei was de zoon van de voorgaande, labiele keizer Beiqi Wuchengdi. Op zijn achtste jaar trad zijn vader af, op zijn veertiende was hij zelf vader en op zijn eenentwintigste werd hij geëxecuteerd.
Zijn levensloop was een aaneenschakeling van tegenspoed. De leiding van het land was in de handen van He Shikai, Zu Ting en generaal Hulü Guang. In 569 stierf zijn vader (vermoedelijk vergiftigd), He Shikai werd vermoord in 571 en generaal Hulü Guang in 572. Ontdaan van zijn commandant viel de Chen-dynastie het land in 573 aan en in 575 de Noordelijke Zhou-dynastie. In 577 veroverden de Zhou de stad Jinyang waar Gao Wei verbleef. Hij vluchtte de stad uit en zette zijn zevenjarige zoon Gao Heng op de troon.
Gao Wei werd alsnog gevangengenomen en later dat jaar samen met zijn zoon uit de weggeruimd. Dit betekende het einde van de Noordelijke Qi-dynastie.